# کرکوو
کرکوو (به چکی: Křekov) یک منطقهٔ مسکونی در جمهوری چک است که در ناحیه زلین واقع شده‌است. کرکوو ۳٫۸۴ کیلومتر مربع مساحت و ۱۵۸ نفر جمعیت دارد و ۳۸۴ متر بالاتر از سطح دریا واقع شده‌است.